# Godohou
Godohou är en ort i Benin. Den ligger i den södra delen av landet, 110 km nordväst om huvudstaden Porto-Novo. Godohou ligger 218 meter över havet och antalet invånare är 12 259.
Terrängen runt Godohou är huvudsakligen platt. Godohou ligger uppe på en höjd. Närmaste större samhälle är Azové, 13,1 km sydväst om Godohou.
Omgivningarna runt Godohou är en mosaik av jordbruksmark och naturlig växtlighet. Runt Godohou är det tätbefolkat, med 343 invånare per kvadratkilometer.